# Veljko Bulajić
Veljko Bulajić, född 22 mars 1928 i Vilusi i kommunen Nikšić i dåvarande Kungariket Jugoslavien (i nuvarande Montenegro), död 3 april 2024 i Zagreb, Kroatien, var en montenegrinsk-kroatisk, före detta jugoslavisk, filmregissör och manusförfattare.

## Filmografi i urval
- 1959 – Vlak bez voznog reda
- 1960 – Atomic War Bride (Rat)
- 1962 – Inringade (Kozara)
- 1964 – Skoplje '63 (dokumentärfilm)
- 1969 – Slaget vid Neretva
- 1983 – Veliki transport
- 2006 – Libertas